# För Jaevle Braa!
För Jaevle Braa! (stiliserat: För Jævle Braa!) är musikern/kompositören Eddie Meduzas femte studioalbum. Detta var första samarbetet med Mariann Grammofon AB. "För Jaevle Braa!" innehåller fler covers än de tidigare albumen. Albumet återutgavs på CD 1994, med annat omslag och under namnet "Eddie Meduza". 
Skivan är en blandning av engelska originallåtar (till exempel "No one else", "Tonight"), covers (som "California sun"), sketchliknande låtar (exempelvis "Börje Lundin, rattens riddare", "Sverige") och svenska originallåtar (som "Jätteparty ikväll").

## Låtlista,LP-version

### Sida ett
1. "Torsten hällde brännvin i ett glas till Karin Söder"
2. "California Sun" (Text och musik: Henry Glover och Morris Levy)
3. "Börje Lundin, rattens riddare"
4. "No One Else"
5. "Nej inte jag" (Originaltitel: "Oh, what a Thrill", musik: Chuck Berry, svensk text: Eddie Meduza)
6. "Stupid Cupid" (Text och musik: Neil Sedaka)
7. "Tonight"

### Sida två
1. "Jätteparty ikväll"
2. "Strömmen finder vägen"
3. "Take My Heart"
4. "Rockabilly Rebel" (Musik: Steve Bloomfield, svensk text Eddie Meduza)
5. "Next Time"
6. "Get Around"
7. "Sverige" (Originaltitel: "U.S. of America", musik: Donna Fargo, svensk text: William Freestyle)

## Låtlista,CD-version
1. Torsten hällde brännvin i ett glas till Karin Söder
2. California Sun (Text och musik: Henry Glover och Morris Levy)
3. Börje Lundin, rattens riddare
4. No one else
5. Nej inte jag (Originaltitel: "Oh, what a Thrill", musik: Chuck Berry, svensk text: Eddie Meduza)
6. Stupid Cupid (Text och musik: Neil Sedaka)
7. Tonight
8. Jätteparty ikväll
9. Strömmen finder vägen
10. Take my Heart
11. Rockabilly Rebel (Musik: Steve Bloomfield, svensk text Eddie Meduza)
12. Next Time
13. Get around
14. Sverige (Originaltitel: "U.S. of America", musik: Donna Fargo, svensk text: William Freestyle)

## Medverkande musiker
- Eddie Meduza- Sång, gitarr, slagverk, elbas och keyboards.
- Ken Wilson - Gitarr.
- Staffan Astner - Gitarr.
- Johan Pettersson - Gitarr.
- Gunnar Seijbold - Bas.
- Thomas Witt - Trummor, slagverk, musikproducent.